# Joni Mataitini
Ratu Joni Mataitini, né le 13 avril 1865 et mort le 13 juin 1934, est un chef autochtone fidjien.

## Biographie
Issu d'une lignée de chefs de Rewa, il a neuf ans lorsque les Fidji deviennent une colonie de l'Empire britannique. À partir de janvier 1890 il est employé comme clerc dans l'administration médicale coloniale, et devient dans le même temps « praticien médical indigène ». Il est nommé inspecteur de police en 1898, et devient en 1904 Roko Tui de la province de Rewa, c'est-à-dire chef autochtone ayant la responsabilité exécutive pour l'administration autochtone de cette province.
Il retourne en 1913 à son rôle dans l'administration médicale, mais en juin 1924 il est nommé membre du Conseil législatif des Fidji, par le gouverneur Cecil Hunter-Rodwell sur recommandation du Grand Conseil des chefs. Il devient membre du Grand Conseil des chefs en septembre 1926. En janvier 1929 il est reconduit comme membre du Conseil législatif et redevient par la même occasion Roko Tui Rewa, postes dont il démissionne en août 1931. Il meurt à Rewa trois ans plus tard, à l'âge de 69 ans ; le gouverneur Sir Murchison Fletcher assiste à ses funérailles. 